# Weirton
Weirton är en stad i West Virginia i USA med 20 411 invånare (2000). Större delen ligger i Hancock County, medan resterande ligger i Brooke County.
Den sträcker sig från gränsen mot Ohio i väster till gränsen mot Pennsylvania i öster där den norra delen av West Virginia endast är 8 km bred. Det gör att Weirton är den enda staden i USA som gränsar mot två andra delstater i två väderstreck och sin egen delstat i de andra två.